# Phanerotoma trivittatoides
Phanerotoma trivittatoides is een insect dat behoort tot de orde vliesvleugeligen (Hymenoptera) en de familie van de schildwespen (Braconidae). De wetenschappelijke naam van de soort werd voor het eerst geldig gepubliceerd door Zettel in 1989.